# Angara Airlines
Angara Airlines (em russo:  ЗАО «Авиакомпания «Ангара») é uma companhia aérea com sede em Irkutsk, Rússia. Fundada em 2000, ela opera em nome de seu proprietário, a fábrica de reparos de aeronaves Irkut Corporation fora do Aeroporto Internacional de Irkutsk. É a companhia aérea líder em número de voos saindo de Irkutsk e é um importante "player" no mercado doméstico da Sibéria.
Com base nos aeroportos de Irkutsk e Novosibirsk, a Angara Airlines opera voos regulares na região da Sibéria e para outras regiões da Federação Russa, e ainda por cima com uma conexão internacional, para Manzhouli, na China.
Além dos voos regulares, a Angara Airlines oferece também transporte charter, transporte VIP e serviços de frete e correio.

## Frota

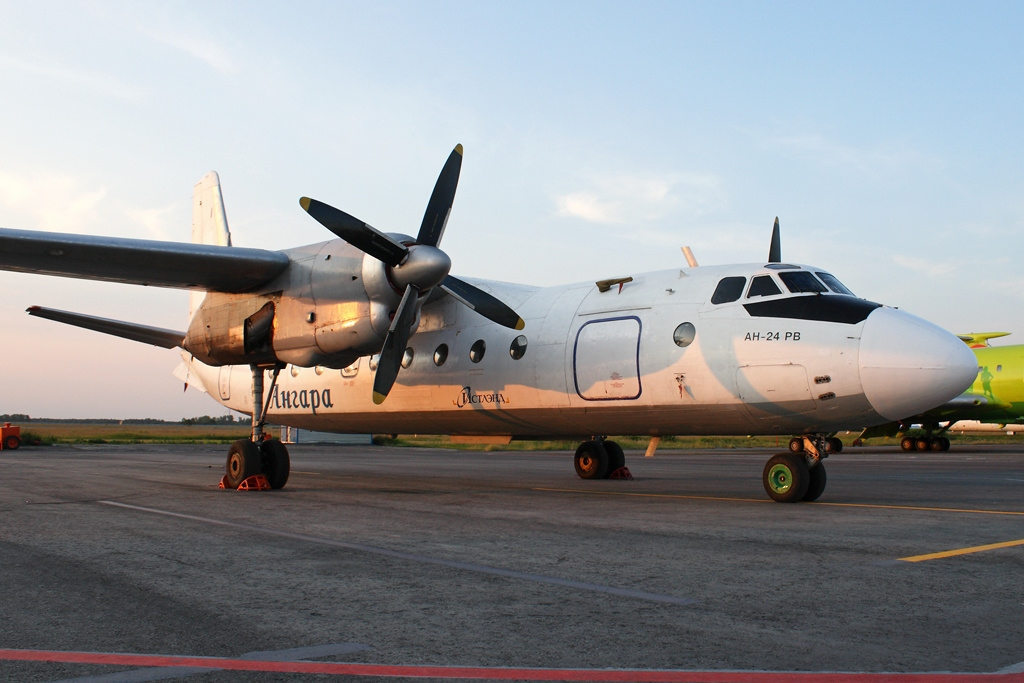
Antonov An-24RV da Angara Airlines

A frota da Angara Airlines inclui as seguintes aeronaves (Maio de 2019):
| Aeronaves         | Total | Notas |
| ----------------- | ----- | ----- |
| Antonov An-2      | 2     |       |
| Antonov An-24RV   | 6     |       |
| Antonov An-26-100 | 3     |       |
| Antonov An-148    | 5     |       |
| Mil Mi-8          | 11    |       |

### Desenvolvimento de Frota
Em julho de 2017, foi anunciado que a companhia aérea havia assinado uma carta de intenções para 3 Irkut MC-21-300s no MAKS Air Show em Moscou. A companhia aérea ainda não decidiu quais motores serão escolhidos para a aeronave. A entrega das aeronaves está programada para 2022 a 2025.

## Acidentes
- 11 de Julho de 2011: O voo Angara Airlines 9007, um Antonov An-24 prefixo RA-47302, operando de Tomsk a Surgut, na Rússia, sofreu um incêndio no motor durante o voo, levando a tripulação a abandonar a aeronave no rio Ob. Das 37 pessoas a bordo, 7 passageiros morreram e a aeronave foi retirada.
- 27 de junho de 2019: o Voo Angara Airlines 200, um Antonov An-24 prefixo RA-47366, operando um voo de Nizhneangarsk para Ulan-Ude, na Rússia, sofreu uma falha de motor logo após a decolagem. A aeronave derrapou para fora da pista após tentar fazer um pouso de emergência, então atingiu um prédio e pegou fogo. Das 47 pessoas a bordo, 2 membros da tripulação morreram e 7 outros ficaram ferido a aeronave foi retirada.[7][8]